# عقد مسمى
في الولايات القضائية للقانون المدني، يعتبر العقد المسمى علاقة تعاقدية موحدة لها تسمية خاصة مرتبطة به (على سبيل المثال، الشراء والبيع، الإيجار، القرض، التأمين)، على عكس العقود المبسطة (التي ليست موحدة وبالتالي لم يتم تحديدها الاسم). [1] المدين والملتزم لهما حقوق والتزامات يحددها القانون. عادةً ما يُطلب من العقود المُعيّنة قانونيًا تضمين بعض الشروط الصريحة (الأساسيات) - اعتمادًا على نوعها - ويُفسر على أنها تتضمن شروطًا ضمنية في القانون.

## أمثلة في القانون
يتعامل الكتاب الخامس من القانون المدني مع الالتزامات، ويتناول الباب الثاني العقود المرشحة. كما أنه ينقسم إلى فصول مختلفة، تتعامل مع عدة أنواع من العقود المرشحة (بيع، هدية، إيجار، تأمين). [2]